# Temelucha elongata
Temelucha elongata là một loài tò vò trong họ Ichneumonidae.